# 哈海
哈海（?—?），元朝大臣，元顺帝时中书参知政事。
至正二十七年（1367年），元顺帝任命哈海和完者帖木兒、朶兒只、孫景益、阿剌不花、尹炳文、蓋元魯、董守訓、胡濬、普顏不花、陝思丁、鐵古思帖木兒、莊家、法都忽剌为中书省参知政事。至正二十八年（1368年），明朝大军北伐，哈海跟随元顺帝北逃。至正二十九年（1369年），明朝将领華雲龍攻下云州，活捉火儿忽答、哈海。